# Ape
Ape (németül: Hoppenhof; észtül: Hopa) város Lettországban, Rigától 177 km-re északkeletre, az észt határon. 1857 lakosával Lettország legkisebb városa.
A területet a Kardtestvérek lovagrendjének nagymestere, Siegfried Lander von Sponheim 1420-ban ajándékozta C.G. Hoppe-nek. Innen származik a város német, valamint az abból eredő lett és észt elnevezése is.